# Monsieur Smith agent secret
Pour plus de détails, voir Fiche technique et Distribution.
Monsieur Smith agent secret (« Pimpernel » Smith) est un film d'espionnage britannique réalisé par Leslie Howard, sorti en 1941.

## Synopsis
Dans les semaines qui précèdent le déclenchement de la Seconde Guerre mondiale, un archéologue anglais, faussement distrait, est responsable d'une série de sauvetages audacieux de personnalités importantes hors des territoires occupés par les Nazis.

## Fiche technique
- Titre original : Pimpernel Smith
- Titre français : Monsieur Smith agent secret
- Titre américain : Mister V
- Réalisation : Leslie Howard
- Scénario : Anatole de Grunwald, Roland Pertwee, librement inspiré du roman Le Mouron rouge d'Emma Orczy
- Décors : Duncan Sutherland
- Photographie : Mutz Greenbaum
- Son : John Dennis
- Montage : Douglas Myers
- Musique : John Greenwood
- Production : Leslie Howard
- Production associée  : Harold Huth
- Société de production : British National Films
- Société de distribution : Anglo-American Film Corporation
- Pays d'origine :  Royaume-Uni
- Langue originale : anglais
- Format : Noir et blanc  — 35 mm — 1,37:1 — son mono
- Genre : film de propagande
- Durée : 120 minutes
- Dates de sortie : 
  - Royaume-Uni : 28 juillet 1941
  - France : 30 avril 1947

## Distribution
- Leslie Howard : Professeur Horatio Smith
- Francis L. Sullivan : Général von Graum
- Hugh McDermott : David Maxwell
- Mary Morris : Ludmilla Koslowski
- Raymond Huntley : Marx
- Manning Whiley : Bertie Gregson
- Peter Gawthorne : Sidimir Koslowski
- Allan Jeayes : Benckendorf
- Dennis Arundell : Hoffman

## Autour du film
- Ce film projeté à l'ambassade britannique en Suède serait à l'origine de l'action de Raoul Wallenberg pendant la guerre[1].